# David Sambissa
David Sambissa (Saint-Maurice (Val-de-Marne), 11 januari 1996) is een Frans voetballer van Congelese afkomst die als verdediger voor SC Cambuur speelt.

## Carrière
David Sambissa speelde in de jeugd van CSM Bonneuil-sur-Marne en Girondins de Bordeaux, waar hij tussen 2012 en 2016 met het tweede elftal in het Championnat de France Amateur speelde. Hij zat ook drie wedstrijden op de bank bij het eerste elftal van Bordeaux, maar kwam daar niet voor in actie. In 2016 vertrok hij naar de Franse amateurclub US Lège-Cap-Ferret, waarna hij naar FC Twente vertrok. Hier speelde hij één jaar met Jong FC Twente in de Derde divisie zaterdag. Ook zat hij op de bank bij het eerste elftal van FC Twente in de met 0-4 verloren thuiswedstrijd tegen sc Heerenveen op 18 november 2017. In 2018 vertrok hij naar SC Cambuur, waar hij debuteerde op 17 augustus 2018, in de met 2-2 gelijkgespeelde uitwedstrijd tegen N.E.C.

### Statistieken

#### Beloften
| Seizoen                        | Club                     | Land            | Competitie                    | Competitie | Competitie | Beker | Beker | Totaal | Totaal |
| Seizoen                        | Club                     | Land            | Competitie                    | Wed.       | Dlp.       | Wed.  | Dlp.  | Wed.   | Dlp.   |
| ------------------------------ | ------------------------ | --------------- | ----------------------------- | ---------- | ---------- | ----- | ----- | ------ | ------ |
| 2012/13                        | Girondins de Bordeaux II | Frankrijk       | Championnat de France Amateur | 3          | 0          | –     | –     | 3      | 0      |
| 2013/14                        | Girondins de Bordeaux II | Frankrijk       | Championnat de France Amateur | 7          | 1          | –     | –     | 7      | 1      |
| 2014/15                        | Girondins de Bordeaux II | Frankrijk       | Championnat de France Amateur | 19         | 0          | –     | –     | 19     | 0      |
| 2015/16                        | Girondins de Bordeaux II | Frankrijk       | Championnat de France Amateur | 24         | 1          | –     | –     | 24     | 1      |
| 2017/18                        | Jong FC Twente           | Nederland       | Derde divisie zat.            | 27         | 2          | –     | –     | 27     | 2      |
| Totaal beloften                | Totaal beloften          | Totaal beloften | Totaal beloften               | 80         | 4          | 0     | 0     | 80     | 4      |
| Bijgewerkt op 19 augustus 2018 |                          |                 |                               |            |            |       |       |        |        |

#### Senioren
| Seizoen                     | Club                  | Land           | Competitie     | Competitie | Competitie | Beker | Beker | Overig | Overig | Totaal | Totaal |
| Seizoen                     | Club                  | Land           | Competitie     | Wed.       | Dlp.       | Wed.  | Dlp.  | Wed.   | Dlp.   | Wed.   | Dlp.   |
| --------------------------- | --------------------- | -------------- | -------------- | ---------- | ---------- | ----- | ----- | ------ | ------ | ------ | ------ |
| 2014/15                     | Girondins de Bordeaux | Frankrijk      | Ligue 1        | 0          | 0          | 0     | 0     | 0      | 0      | 0      | 0      |
| 2015/16                     | Girondins de Bordeaux | Frankrijk      | Ligue 1        | 0          | 0          | 0     | 0     | 0      | 0      | 0      | 0      |
| 2016/17                     | US Lège-Cap-Ferret    | Frankrijk      | CFA2           | 14         | 0          | 0     | 0     | 0      | 0      | 14     | 0      |
| 2017/18                     | FC Twente             | Nederland      | Eredivisie     | 0          | 0          | 0     | 0     | 0      | 0      | 0      | 0      |
| 2018/19                     | SC Cambuur            | Nederland      | Eerste divisie | 32         | 0          | 2     | 0     | 4      | 0      | 38     | 0      |
| 2019/20                     | SC Cambuur            | Nederland      | Eerste divisie | 28         | 0          | 1     | 0     | 0      | 0      | 29     | 0      |
| 2020/21                     | SC Cambuur            | Nederland      | Eerste divisie | 27         | 1          | 2     | 0     | 0      | 0      | 29     | 1      |
| Carrièretotaal              | Carrièretotaal        | Carrièretotaal | Carrièretotaal | 101        | 1          | 5     | 0     | 4      | 0      | 110    | 1      |
| Bijgewerkt op 23 juli 2021. |                       |                |                |            |            |       |       |        |        |        |        |

1 Jansen ·
2 Caschili ·
3 Smand ·
5 Poll ·
6 Van Mullem ·
7 Balk ·
8 Kieftenbeld ·
9 Afolabi ·
10 De Jong ·
11 Alhaft ·
12 Diemers  ·
14 Casas ·
15 Ottesen ·
16 Galvez ·
17 Nartey ·
18 Rölke ·
19 De Leeuw ·
20 Nieling ·
21 Schaapman ·
22 Reiziger ·
23 Minnema ·
24 Jonker ·
25 Marsman ·
26 Mercera ·
27 Kooistra ·
28 Souren ·
29 Pauwels ·
30 Van der Veen ·
31 Renkel ·
33 Priem ·
41 Henstra ·
43 Bakkati ·
44 Potma ·
99 Hilterman ·
Coach: De Jong
· Assistent-coach: Burghout
· Assistent-coach: Reinsma
· Keeperstrainer: Van der Vlag